# Мусульмане за прогрессивные ценности
Мусульмане за прогрессивные ценности (МПЦ) — низовая правозащитная организация, основанная и зарегистрированная Зурианой (Ани) Зонневельд и Памелой К. Тейлор в 2007 году. Штаб-квартира MПЦ находится в Лос-Анджелесе, Калифорния, и имеет отделения по всей территории США, а также региональные офисы в Малайзии, Нидерландах и других странах под разными названиями, например, Универсальное Мусульманское Сообщество. Также организация имеет отдельные сети в Бангладеш, Канаде, Франции, Чили, Германии, Нидерландах, Австралии и по всей территории США.
МПЦ предоставляет образовательные и богословские ресурсы для мусульман с либеральным и прогрессивным исламским мировоззрением. Основное внимание в своей работе МПЦ уделяет стимулированию критического осмысления священных текстов в части, касающейся содействия внедрению прогрессивных ценностей, таких как права человека и гендерное равенство, которые, по мнению МПЦ, глубоко укоренены как в исламских, так и в демократических принципах.
В декабре 2013 года, Организация Объединённых Наций признала организацию «Мусульмане за прогрессивные ценности» официальным членом ассоциации неправительственных организаций (НПО). Исполнительный комитет НПО/ДПИ представляет 1 500 организаций НПО, проводя ежемесячные встречи. В январе 2018 года МПЦ получила статус аккредитованной при ЭКОСОС Организации Объединённых Наций. Консультативный статус позволяет МПЦ вести глобальную информационно-пропагандистскую работу, оспаривая нарушения прав человека во имя законов шариата в странах с мусульманским большинством в Организации Объединённых Наций в Нью-Йорке через Форум высокого политического уровня и в Совете по правам человека в Женеве по вопросам прав женщин, прав ЛГБТ, свободы выражения мнений, свободы религии и убеждений.
МПЦ проводит бракосочетания, включая межконфессиональные и однополые исламские браки.
МПЦ активно выступает за ключевые изменения в вопросах гендерного равенства, прав LGBTQ+, свободы выражения мнений, свободы убеждений и вероисповеданий в американских мусульманских сообществах.
МПЦ разделяет свою миссию, видение и руководящие принципы с защитниками прав женщин и LGBTQ, защитниками прав религиозных меньшинств, государствами-членами ООН, правозащитными НПО и членами соответствующих комитетов ООН по правам человека в целях альянса, солидарности и сотрудничества.
На глобальном уровне МПЦ осуществляет деятельность, направленную на защиту против нарушений прав человека, совершаемых во имя ислама в государствах с мусульманским большинством. Организация особенно тщательно отслеживает вопросы прав человека касающиеся прав женщин, прав LGBTQI, свободы религии и свободы выражения мнений в странах с мусульманским большинством. Глобальная правозащитная деятельность организации подразделяется на следующие категории: Образовательная кампания, анализ, адвокация и информационно-пропагандистская деятельность LGBTQI, свободы религии и свободы выражения мнений. Глобальная правозащитная деятельность организации подразделяется на следующие категории: Образовательная кампания, анализ, адвокация и информационно-пропагандистская деятельность.

### МПЦ Мечети Единения
Мечети МПЦ предлагают прогрессивные и инклюзивные места для молитв в США и Канаде. Все члены общины: мужчины, женщины и представители LGBTQ — по очереди возглавляют молитвы, произносят проповеди и читают призыв к молитве. Мечети МПЦ на 100 % финансируются самими членами общины.
- Расположена по адресу: 5998 W Pico Boulevard, Los Angeles, CA 90035-2657 и члены общины могут посещать её виртуально. Азан, молитву и кхубат может вести как мужчина так и женщина, все прихожане участвуют во всех богослужениях вместе. Отдельные мужчины и женщины могут по своему желанию стоять/сидеть по одну или другую сторону.

В ответ на глобальный дискурс критики и радикализации ислама МПЦ стремится опровергнуть то, что, по её мнению, является ложной идеологией о мусульманах и исламе. Через свои глобальные адвокационные и общественные программы МПЦ стремится просвещать мусульман и немусульманское население по всему миру. 1 октября 2017 года в Тунисе МПЦ стала одним из основателей Альянса инклюзивных мусульман — зонтичной правозащитной ассоциации, состоящей из 14 организаций-членов на пяти континентах.
У MПЦ есть широкий совет консультантов, в который входят такие ученые и активисты, как Реза Аслан, Амир Хусейн, Карима Беннун, Дайи Абдулла, Зайна Анвар, Салима Абдул-Гафур и Эль-Фарук Хаки. Мона Элтахауэй также связана с этим движением.
МПЦ руководствуется десятью принципами, которые заключены в Исламе.
Миссия организации «Мусульмане за прогрессивные ценности» (MПЦ) заключается в том, чтобы воплощать традиционные коранические идеалы человеческого достоинства, равноправия, сострадания и социальной справедливости и быть их действенным выразителем. Движение «Мусульмане за прогрессивные ценности» (MПЦ) рассматривает ислам как исламское сообщество, воплощающее десять принципов МПЦ. Кроме того, МПЦ представляет будущее, в котором ислам будет пониматься как источник достоинства, справедливости, сострадания и любви ко всему человечеству и миру в целом.
МПЦ осуществляет свою деятельность через филиалы в США, — а именно в Атланте, Колумбусе, Вашингтоне, Чикаго, Нью-Йорке, Сан-Франциско и Лос-Анджелесе, а также в таких странах как Австралия, Канада, Чили, Франция и Малайзия. Которые занимаются продвижением миссии и ценностей МПЦ на местном уровне. Их деятельность подразделяется на следующие категории: искусство, инициативы основанные на вере, социальной справедливости и образовательные кампании.